# Schönauer Lachen

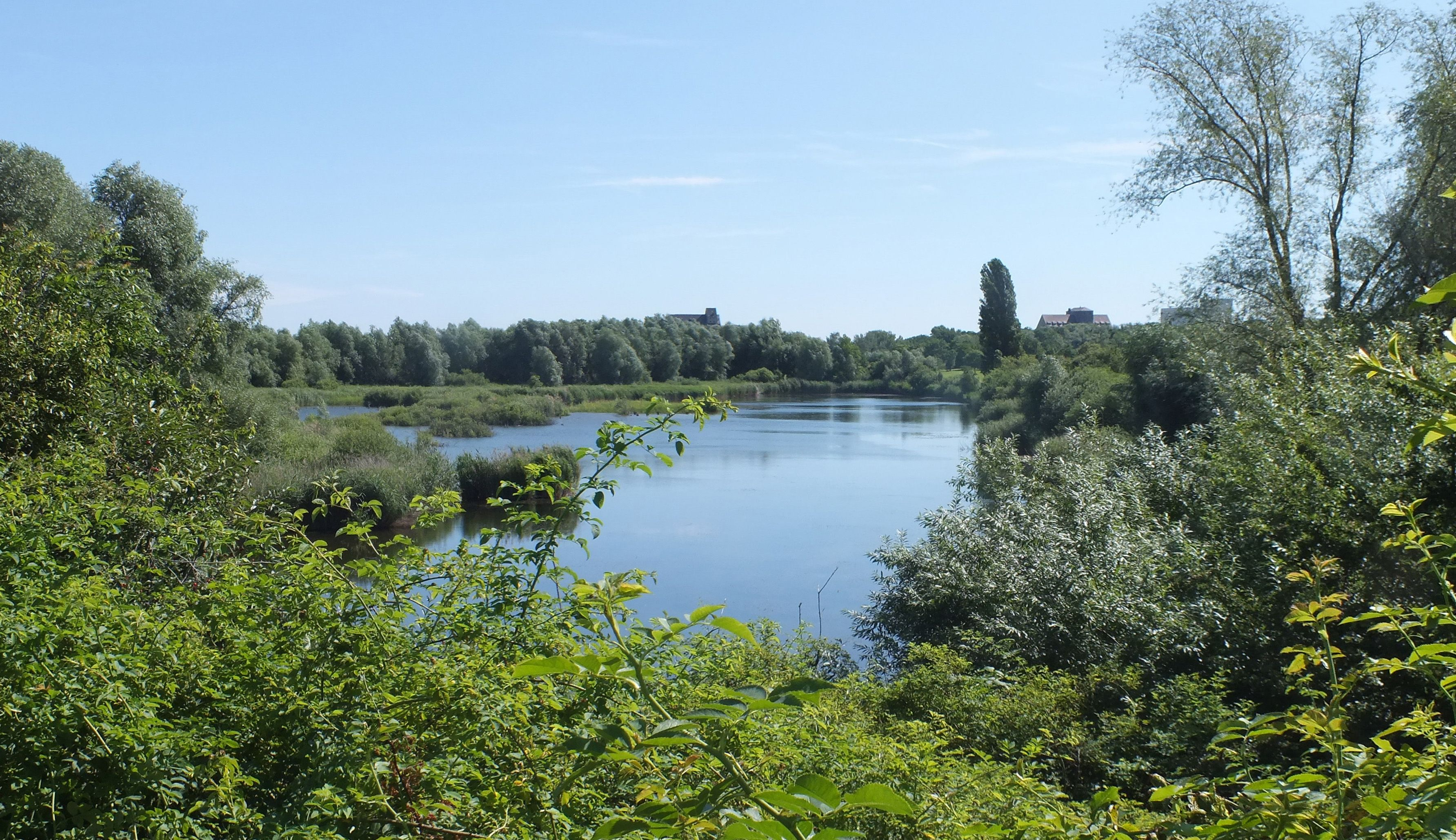
Die Schönauer Wiesenlache (2021)

Als Schönauer Lachen wird ein Landschaftsbereich im Westen Leipzigs bezeichnet. Der Name bezieht sich auf den Ortsteil Schönau und die in dem Bereich vorhandenen Wasserflächen. Es ist die Errichtung eines Landschaftsschutzgebietes unter diesem Namen geplant.

## Lage
Das Gebiet der Schönauer Lachen liegt in etwa zwischen Lindenau, Grünau und Rückmarsdorf. Es wird begrenzt im Nordosten vom Lindenauer Hafenbecken und dem Elster-Saale-Kanal, im Süden von der Lützner Straße und der Schönauer Wohnbebauung und im Nordwesten von der Bahnstrecke Leipzig–Großkorbetha. Seine größten Ausdehnungen belaufen sich auf etwas über zwei Kilometer. Durchquert wird es von der Lyoner Straße, die hier als Bundesstraße 87 fungiert.

## Geschichte

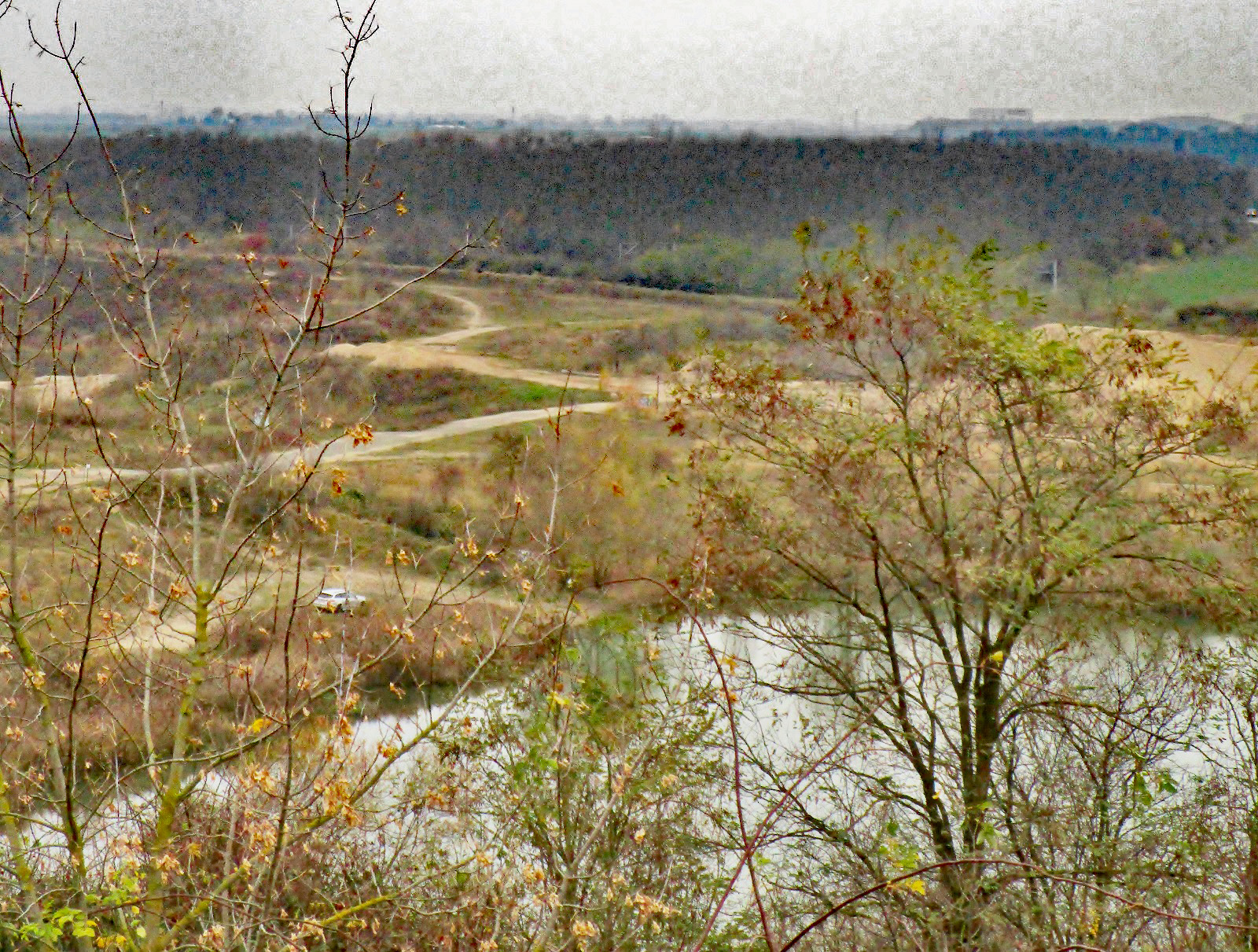
Blick auf Kiessandtagebau (2021)

1937 kaufte die Stadt Leipzig das Rittergut Schönau. Dessen Feldflur umfasste einen Teil des Gebiets des geplanten und 1938 begonnenen Lindenauer Hafens als Endpunkt des Elster-Saale-Kanals. Auf der ehemals Schönauer Flur sollte ein zweites Hafenbecken entstehen, dessen Ausbaggerung bereits in Angriff genommen wurde. Außerdem wurde an mehreren Stellen Sand- und Kiesabbau betrieben.
Als 1943 kriegsbedingt die Arbeiten eingestellt wurden, wurde das Gelände sich selbst überlassen. Kiesabbaugruben liefen voll Wasser oder versumpften. Es kam zu tief greifenden Veränderungen der Boden- und Feuchtebedingungen. Es entwickelte sich eine vielseitige Flora und Fauna.
Im Norden und Westen wurde auch nach dem Zweiten Weltkrieg Kiesabbau betrieben, der südwestlich der Kiesgrube Rückmarsdorf noch anhält.

## Beschreibung
Die Schönauer Lachen sind ein Mosaik aus Gewässern, Acker- und Brachflächen, verschiedenen Wiesenarten und Sekundärwaldstücken. Die größten Wasserflächen sind die Schönauer Lache (8 ha), die Schönauer Wiesenlache (4 ha) und die Kiesgrube Rückmarsdorf. Sie werden zum Angeln und Baden genutzt.

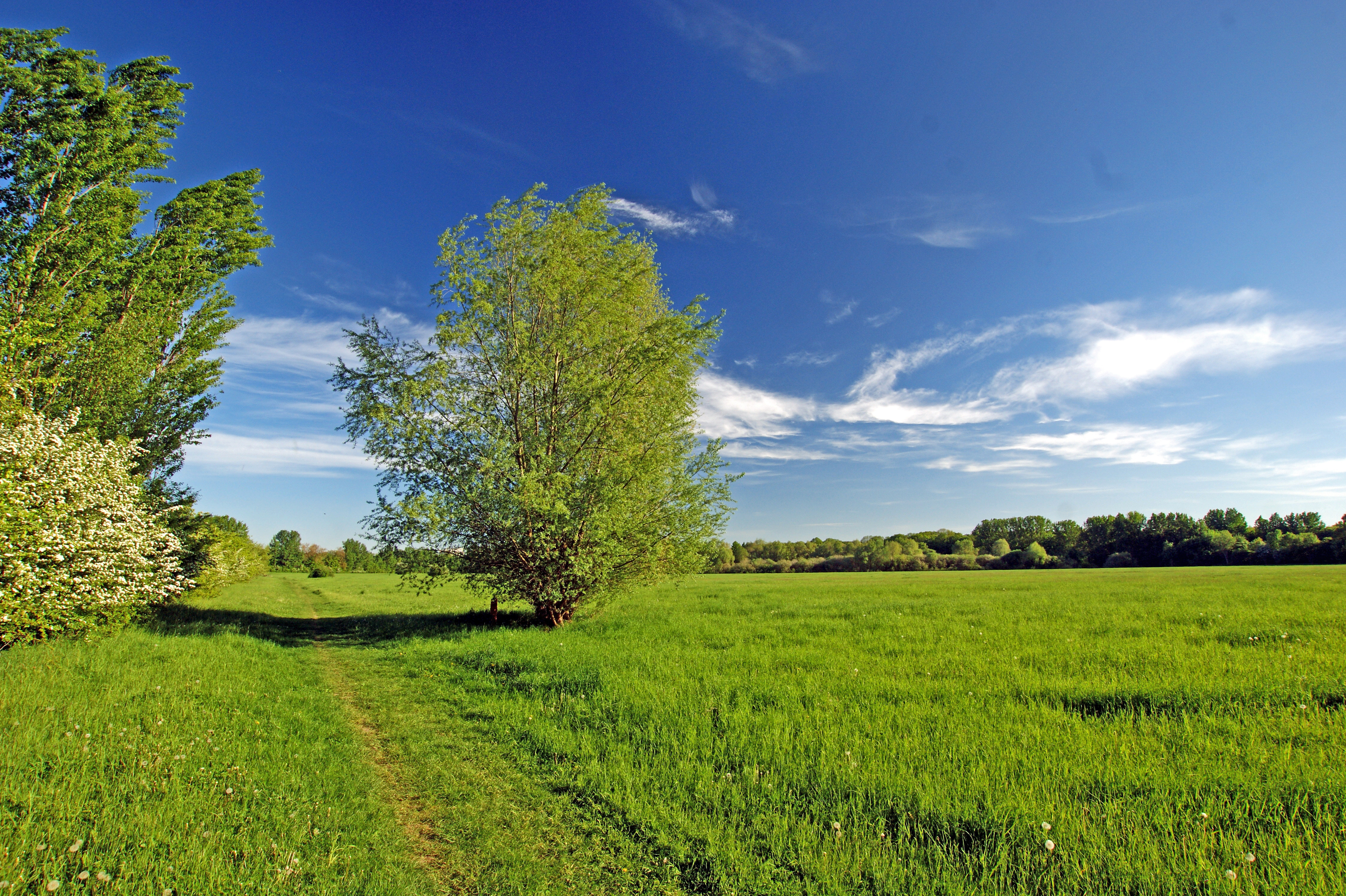
Wiesenbereich in den Schönauer Lachen (2018)

Zwischen ihnen erhebt sich ein 1976 in vier Etagen aufgeschütteter Hügel mit einem Wegenetz, die Rückmarsdorfer Halde. Sie hat an der Basis Abmessungen von etwa 300 × 400 Metern, erhebt sich circa 30 Meter über die Umgebung und ist teilweise bewaldet.
Das Gebiet der Schönauer Lachen beinhaltet bereits zwei Flächennaturdenkmale. Das ist zum einen die 1985 unter Schutz gestellte, circa acht Hektar große Schönauer Sumpflache nördlich der Lützner Straße. In dem unter dem Umgebungsniveau liegenden und ehemals für das zweite Hafenbecken ausgebaggerten versumpften Gebiet konnten sich zahlreiche geschützte Pflanzen und Tiere ansiedeln. Ein weiteres Flächennaturdenkmal ist das Bruch am Hafen, ein 4,7 ha großes Kiesgrubenrestloch in der Nähe des Hafenbeckens, das wegen seiner Artenvielfalt 2004 zum Naturschutzgebiet erklärt wurde.
Zum Gebiet der Schönauer Lachen zählt auch der an der Lützner Straße in der Nähe des ehemaligen Dorfes Schönau gelegene Schönauer Park mit seinem alten Baumbestand aus dem früheren Rittergutspark.
Im Norden der Schönauer Lachen führt eine bis zum Mai 1991 zum Kiestransport genutzte Feldbahn vom Lindenauer Hafen bis zur Schönauer Lache. Ab September 1992 konnte auf der 1,5 Kilometer langen Strecke der Personenverkehr der Museumsfeldbahn Leipzig-Lindenau in Betrieb genommen werden.